# Forschung aktuell
Forschung aktuell (auch Forschung Aktuell) ist ein seit 1989 täglich ausgestrahltes Hörfunkmagazin im Deutschlandfunk, das zeitnah über Ereignisse aus den  Naturwissenschaften berichtet. Die Sendung läuft von 16.35 Uhr bis 17.00 Uhr. Samstags und sonntags beginnt die Sendung schon um 16.30 Uhr, weil zuvor keine Nachrichten gesendet werden.

## Entstehung
Forschung aktuell entstand im Jahr 1986 und wurde zunächst als wöchentliches Magazin donnerstags von 15:05 bis 16:00 Uhr ausgestrahlt, erstmals am 3. April. Die Sendung enthielt folgende Elemente: Berichte „aus Naturwissenschaft und Technik“, Berichte „aus wissenschaftlichen Zeitschriften“, Buchbesprechungen, Kurznachrichten sowie ein Schwerpunkt-Bericht von etwa 13 Minuten, „Tendenzen und Entwicklungen in Naturwissenschaft und Technik im Überblick“ genannt. Verantwortlicher Redakteur war Edgar Forschbach.

Die Weiterentwicklung der Sendung zu einem tagesaktuellen Wissenschaftsmagazin kam im Jahr 1989, als der Deutschlandfunk unter seinem Intendanten Edmund Gruber eine Programmstrukturreform vollzog. Gruber wollte den Nachmittag von seiner breiten Musikmagazinfläche befreien, ihn stattdessen im Halbstundenrhythmus takten und dem Hörer anspruchsvolle, aktuelle Inhalte ohne Zwischenmusik bieten. Der Wissenschaftsredakteur Edgar Forschbach bot an, die halbe Stunde vor der Sendung Wirtschaft und Gesellschaft mit aktuellen wissenschaftlichen Inhalten zu bestücken. Der Intendant zweifelte an der Umsetzbarkeit, gab Forschbach jedoch die Chance, es zu versuchen. Zusammen mit dem Redakteur Gerd Pasch baute er ein Ensemble von Autoren auf. Die erste Sendung im zunächst werktäglichen Rhythmus lief am Montag, dem 3. April 1989. In einem Merkblatt für die Redaktion schrieb Forschbach: 

„Forschung Aktuell ist, […] wie es das Medium Hörfunk nahelegt, der Aktualität besonders verpflichtet. Die tägliche Ausstrahlung gibt zuerst einmal auch eine Tagesaktualität vor. Grundsätzlich muss ein entsprechendes Ereignis in Forschung Aktuell zuerst gespiegelt sein, bevor es auch in anderen Medien als Thema auftaucht.“

In den ersten Monaten experimentierten die Autoren, Moderatoren und Redakteure mit verschiedenen Beitrags- und Präsentationsformen, darunter auch Doppelmoderationen, „erzählte“ Nachrichten und Kollegengesprächen zu aktuellen Wissenschaftsthemen. Dann fand die Redaktion zu einer vergleichsweise festen Form: Ein Moderator präsentiert drei bis fünf Berichte zu aktuellen Wissenschaftsthemen sowie, mit Hilfe eines Nachrichtenredakteurs, aktuelle Kurzmeldungen. Die Berichte bestehen meist aus Beiträgen mit Original-Tönen, gelegentlich aber auch aus Kollegengesprächen und Reportagen. Im Jahr 1991 kam sonntags ab 16:30 Uhr die monothematische Sendung Forschung aktuell – Wissenschaft im Brennpunkt hinzu; sie wird seit dem Sommer 2024 auch am Montag gesendet. Seit 1993 sendet die Redaktion samstags Forschung aktuell – Computer und Kommunikation.

## Sternzeit
Seit 1. Oktober 1993 wird am Ende der Sendung die Sternzeit gesendet, ein kurzes astronomisches Kalenderblatt von weniger als zwei Minuten Länge. Die Texte dieser Reihe übernahm die Redaktion zunächst von der Hörfunksendung Stardate des McDonald-Observatoriums. Diese wurden übersetzt von Ursula Vaughan und zuerst von Günter Dybus, dann von Klaus Eckert eingesprochen. Produzent war Axel Scheibchen.
Seit dem 1. Januar 2009 werden die Texte selbst geschrieben von Dirk Lorenzen und z. T. Hermann-Michael Hahn. Sprecher ist Markus Scheumann. Die Hintergrundmusik komponierte Maximilian Schönherr. Die Produktion ist auch als Podcast nachzuhören. Am 15. Februar 2021 erschien die 10.000. Ausgabe der Sternzeit. Die Ausgaben werden im Block für 2 Monate im Voraus aufgenommen.

## Konzept
Das Konzept von Forschung aktuell beruht auf drei Grundideen des Initiators Forschbach:
- Die Beiträge müssen aktuell sein, am besten tagesaktuell.
- Sie müssen sich hart an naturwissenschaftlichen Fakten orientieren.
- Sie leben durch die besondere Authentizität von Wissenschaftler-Originaltönen.

Mit diesen strengen Vorgaben unterscheidet sich die Sendung bis heute von allen anderen in der deutschen Hörfunklandschaft. Durch das Fehlen von
- Servicecharakter – es werden keine Jubiläen gefeiert, Gewinnspiele inszeniert oder Hörerfragen beantwortet, sowie
- didaktischen Elementen aus dem früheren Schulfunk – die Beiträge setzen ein gewisses Grundwissen oder zumindest naturwissenschaftliches Interesse voraus

wirkt Forschung aktuell „trockener“, kompakter und direkter als die Konkurrenz. Edgar Forschbach war ein Gegner inhaltlicher oder formaler „Aufweichungen“ des Programms. Dazu gehörte auch die Musik. Seine besondere Auffassung von Wissenschaftsjournalismus im Radio hat Forschbach bereits 1973 in einem Aufsatz dargelegt.
Seit Mitte der 90er Jahre bemüht sich die Redaktion allerdings um eine Weiterentwicklung von Forschbachs Konzept. Sie betreibt weniger wissenschaftsorientierten „Terminjournalismus“ und bemüht sich um eine intelligente Verschränkung von aktueller und hintergründiger Berichterstattung. Dabei spielt die sonntägliche Sendung Wissenschaft im Brennpunkt eine besondere Rolle.

## Die Sendung heute

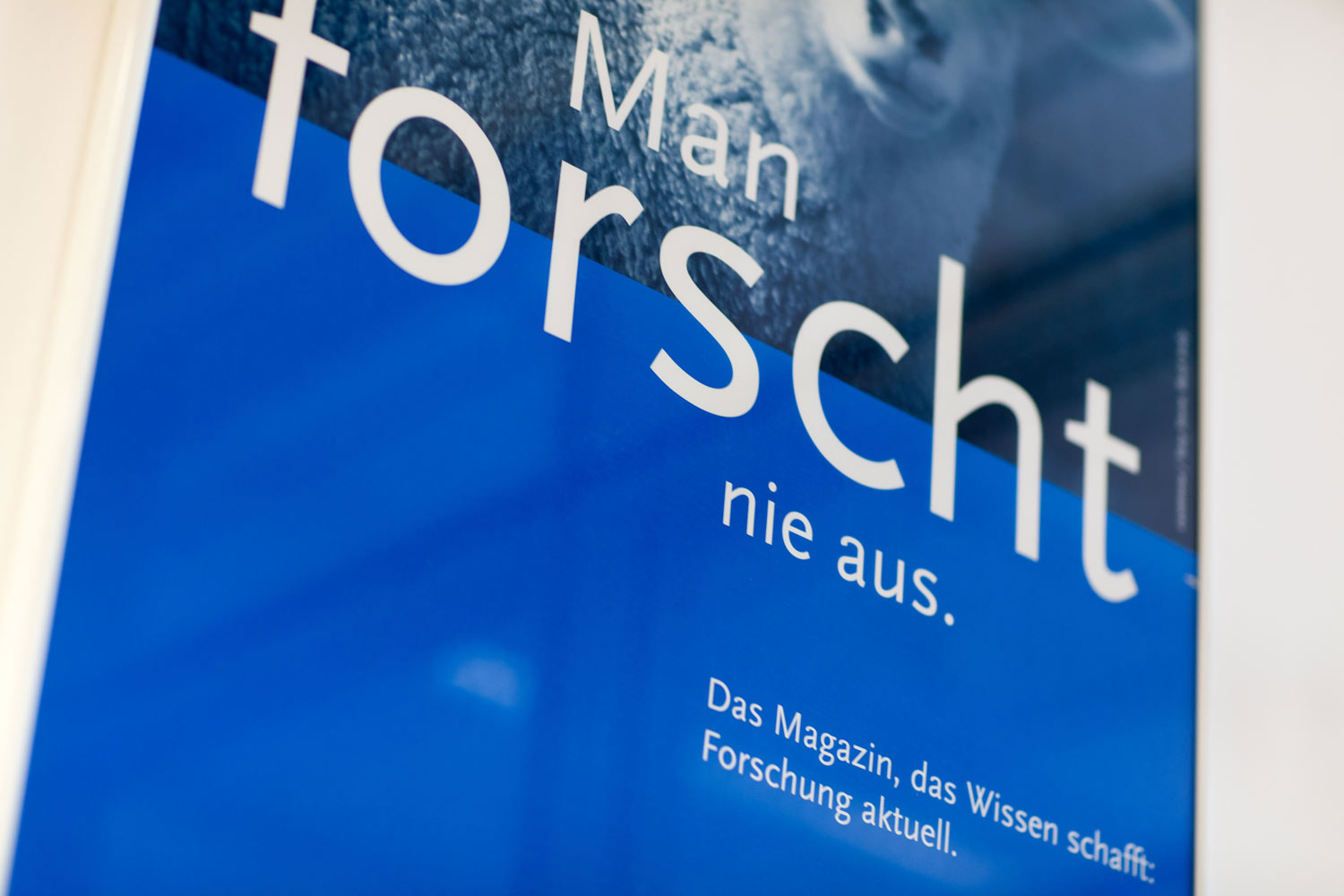
Poster von Forschung Aktuell: „Man forscht nie aus“

Durch die Sendung führen täglich wechselnde Moderatoren. Nach mehreren Kurzbeiträgen oder Live-Gesprächen mit Experten folgen aktuelle Kurzmeldungen und die Sternzeit mit tagesspezifischen Anmerkungen zur Astronomie und Raumfahrt.
Am Samstag werden die Themen der Woche aus der Informationstechnologie in dem Magazin Forschung Aktuell – Computer und Kommunikation zusammengefasst. Diese Sendung enthielt zudem eine Rubrik mit Glossen: Das digitale Logbuch. Dieses prägende Element wurde 2025 abgeschafft.
Der Sonntag wird mit Themen rund um die Künstliche Intelligenz bestückt.
Die montägliche Sendung Forschung aktuell – Wissenschaft im Brennpunkt widmet sich jeweils einem Schwerpunktthema in Form eines Wissenschafts-Features. Bei besonderen Anlässen werden hier aber auch aktuelle, monothematische Magazinsendungen live produziert. Diese Sendung ist das Aushängeschild der Redaktion: Ihre Autoren sind mit zahlreichen Preisen ausgezeichnet worden. So wurde allein der Georg von Holtzbrinck Preis für Wissenschaftsjournalismus zwischen 1995 und 2011 achtmal an „Wissenschaft im Brennpunkt“-Autoren vergeben.
Zwischen die tagesaktuellen Berichte mischen sich in loser Folge Reihen zu speziellen Themen, beispielsweise Mraseks Molekül-Mosaik zum Internationalen Jahr der Chemie der UNESCO im Jahr 2011 oder Tolle Idee – was wurde draus? mit dem Hinterfragen großer Versprechungen von Wissenschaftlern auf ihre Nachhaltigkeit.
Redaktionsleiter ist Michael Roehl.

## Auszeichnungen
Die Redaktion von Forschung aktuell erhielt 2016 „für publizistische Leistungen, die zur Verbreitung naturwissenschaftlich-physikalischen Denkens im deutschsprachigen Raum in hervorragender Weise beitragen“ die Medaille für naturwissenschaftliche Publizistik der Deutschen Physikalischen Gesellschaft (DPG). Die Preisverleihung fand am 11. November in Bad Honnef statt. Hervorgehoben wurden dabei die Beiträge der Journalisten Ralf Krauter und Frank Grotelüschen.